# Le Chabanais

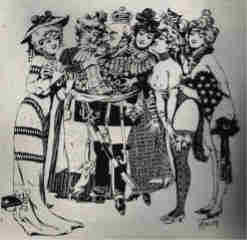
Karikatura Eduarda VII. v nevěstinci

Le Chabanais byl nevěstinec v Paříži. Nacházel se ve 2. obvodu v ulici Rue Chabanais č. 12, po které nesl své jméno.
Nevěstinec byl otevřen v roce 1878. Jednalo se o jeden z nejznámějších a nejluxusnějších nevěstinců, který navštěvovali členové Jockey Clubu, z nichž jeden z nich byl budoucí anglický král Eduard VII. Ten zde nechal zřídit speciální křeslo pro orální sex. Předmět se dnes nachází v pařížském muzeu erotiky. Henri de Toulouse-Lautrec udával adresu nevěstince jako své bydliště a nájem platil kresbami. Nevěstinec vlastnil 16 kreseb, které jsou dnes v soukromém vlastnictví. Nejvýznamnějším dnem podniku byl 6. květen 1889, kdy jej při otevření světové výstavy navštívili ministři a velvyslanci mnoha zemí. Rovněž jeho Japonský pokoj získal cenu na světové výstavě 1900.
Nevěstinec byl uzavřen po druhé světové válce v roce 1946 v důsledku zákazu veřejných domů ve Francii. Le Chabanais byl prodán a přeměněn na běžný obytný dům.